# Pseudolimnophila (Pseudolimnophila) rhodesiae
Pseudolimnophila (Pseudolimnophila) rhodesiae is een tweevleugelige uit de familie steltmuggen (Limoniidae). De soort komt voor in het Afrotropisch gebied.